# 塔夸拉爾
21°04′19″S 48°24′37″W / 21.07194°S 48.41028°W

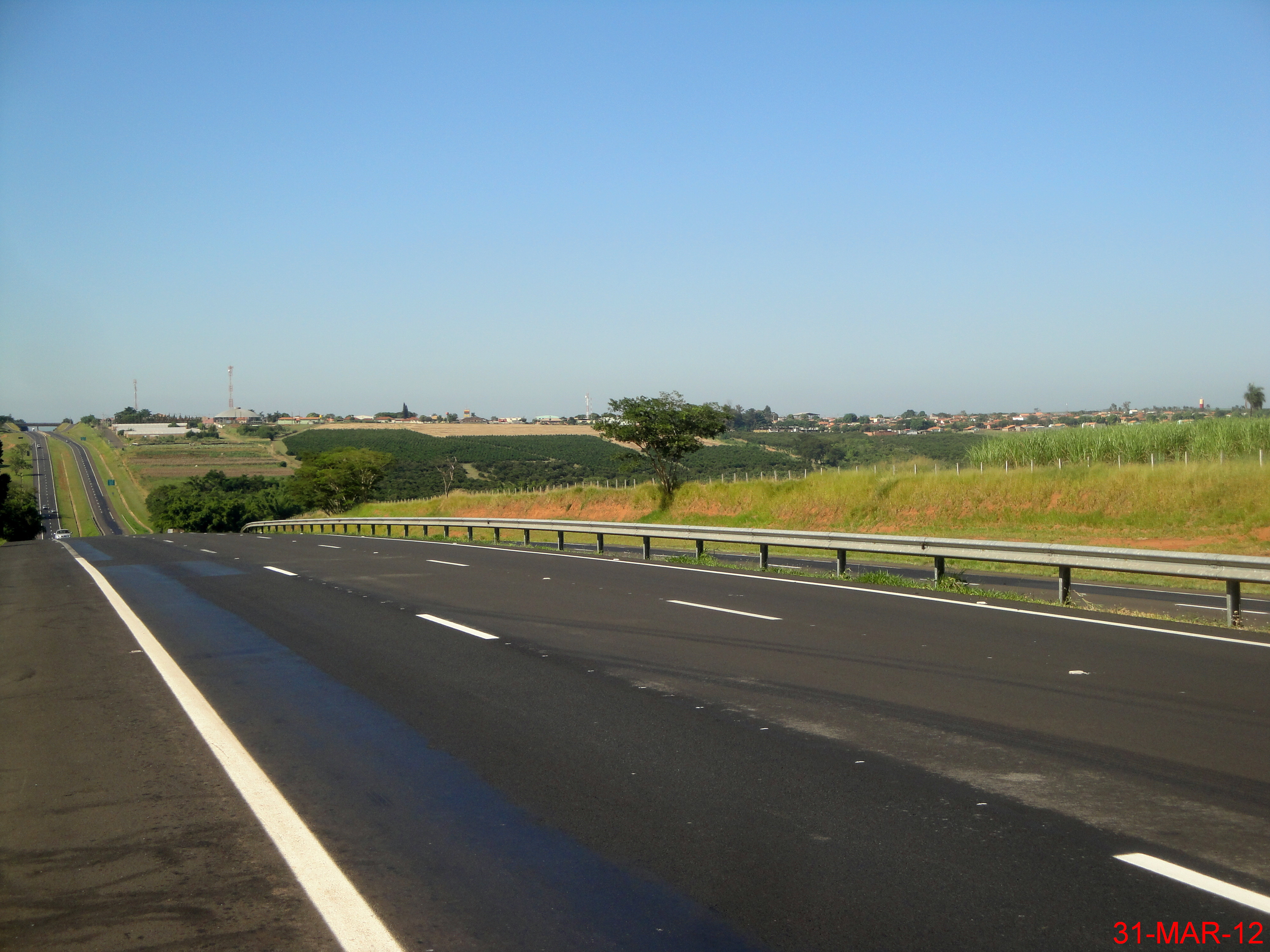
塔夸拉爾

塔夸拉爾（葡萄牙語：Taquaral），是巴西的城鎮，位於該國南部，由聖保羅州負責管轄，始建於1919年8月22日，面積54平方公里，海拔高度639米，2010年人口2,726，人口密度每平方公里50.29人。